# Feel the Shake
Feel the Shake è il primo album della Sleaze/Glam metal band, Jetboy, uscito nel 1988 per l'Etichetta discografica MCA Records.

## Tracce
1. Feel The Shake
2. Make Some Noise
3. Bad Disease
4. Fire In My Heart
5. Hometown Blues
6. Locked In A Cage
7. Talkin'
8. Hard Climb
9. Bloodstone
10. Snakebite

## Formazione
- Mickey Finn - voce
- Fernie Rod - chitarra
- Billy Rowe - chitarra
- Sam Yaffa - basso
- Ron Tostenson - batteria